# Азарапинский сельсовет
Азарапинский сельсовет — муниципальное образование со статусом сельского поселения в Наровчатском районе Пензенской области Российской Федерации.
Административный центр — село Азарапино.

## История
Статус и границы сельского поселения установлены Законом Пензенской области от 2 ноября 2004 года № 690-ЗПО «О границах муниципальных образований Пензенской области».

## Население
| 2002 | 2010 | 2012 | 2013 | 2014 | 2015 | 2016 |
| ---- | ---- | ---- | ---- | ---- | ---- | ---- |
| 410  | ↘343 | ↘335 | ↘324 | ↘315 | ↘304 | ↘288 |
| 2017 | 2018 | 2021 |      |      |      |      |
| ↘279 | ↘276 | ↗291 |      |      |      |      |

## Состав сельского поселения
| № | Населённый пункт | Тип населённого пункта       | Население |
| - | ---------------- | ---------------------------- | --------- |
| 1 | Азарапино        | село, административный центр | ↘273      |
| 2 | Ачасьево         | село                         | ↘70       |